# حاج میرزا علی آقا مجتهد
میرزا علی‌آقا مجتهد از سیاستمداران ایرانی بود، که در دوره نخست بعنوان نماینده مشهد در مجلس شورای ملی حضور داشت.